# 喀麥隆戰役
喀麥隆戰役發生於第一次世界大戰非洲戰場的德屬喀麥隆，法國、英國和比利時組成的協約國聯軍於1914年8月至1916年3月入侵德屬喀麥隆。
絕大部分戰役發生在喀麥隆，但在英屬奈及利亞爆發了小規模衝突。到了1916年春天，隨著協約國的勝利，大部分德軍和德國殖民政府逃往鄰近的西班牙殖民地幾內亞。這場戰役以德國的失敗和法國和英國瓜分其前殖民地結束。

## 註腳
1. ↑  Strachan 2004，第31頁.
2. ↑  Killingray 2012，第116頁.
3. ↑  Moberly 1931，第426頁.
4. ↑  Erlikman 2004.